# Thomas Schwager
Thomas Schwager (* 1964;  heimatberechtigt in Bichelsee-Balterswil) ist ein Schweizer Politiker (Grüne).

## Leben
Thomas Schwager bildete sich an der Universität Zürich zum Umweltberater aus. Nach seiner Tätigkeit als Geschäftsleiter der Sektion St. Gallen-Appenzell des Verkehrs-Club der Schweiz und einer langjährigen Anstellung als Regionalverantwortlicher bei der Mobility Genossenschaft arbeitet Schwager seit 2019 als Geschäftsleiter der Ostschweizer Sektion des Mieterinnen- und Mieterverbands. Thomas Schwager lebt in St. Gallen.

## Politik
Politisiert wurde Thomas Schwager in den 1980er Jahren in der Anti-Atomkraft-Bewegung und in der Friedensbewegung. Von 2004 bis 2014 war Schwager Mitglied des Stadtparlaments von St. Gallen, wo er von 2005 bis 2008 der Liegenschaftskommission und von 2005 bis 2011 der Werkkommission angehörte. Von 2009 bis 2015 war er Fraktionspräsident der Grünen und in dieser Funktion Mitglied des Präsidiums des Stadtparlaments.
Nach dem Rücktritt von Franziska Wenk konnte Schwager 2015 in den Kantonsrat von St. Gallen nachrücken. Er ist seit 2017 Mitglied der Interessengruppe IG Natur und Umwelt des Kantonsrats und seit 2019 ist er Mitglied der Rechtspflegekommission.
Thomas Schwager ist seit 2015 Präsident der Grünen des Kantons St. Gallen und seit 2018 Co-Vizepräsident der Grünen Schweiz.